# Acoustical Physics
Acoustical Physics is een internationaal, aan collegiale toetsing onderworpen wetenschappelijk tijdschrift op het gebied van de akoestiek.
De naam wordt in literatuurverwijzingen meestal afgekort tot Acoust. Phys.
Het wordt uitgegeven door IOP Publishing namens het American Institute of Physics en verschijnt tweemaandelijks.